# 福建省政府主席
福建省政府主席（通常簡稱為福建省主席、內部簡稱省府主席）是中華民國福建省最高行政首長，同時為福建省政府的主官，由行政院院長提請中華民國總統任命，負責掌理省政府轄屬的各項政務。此官職起始於1927年7月3日，是中華民國政府遷台前统治整个福建的行政首脑，国府迁台后实际仅统辖金马地区。2018年7月1日，行政院啟動將省政府業務併入中央政府，該職位懸缺至今。2019年起正式歸入行政院業務預算中，省政府預算歸零。

## 歷史

### 臨時政府時期
辛亥革命後，福建省於11月9日宣布獨立；11月13日，成立中华民国军政府闽都督府，孙道仁为都督。中華民國建立初期，各省都督兼管轄民政等。福建省於民國元年（1912年）11月16日設立民政長，為省最高行政長官。

### 北洋政府時期
民國6年（1917年）12月3日，廣州軍政府任命陳炯明為援閩粵軍總司令，揮兵入福建，於漳州建立護法區，並控制著福建南部及西部。民國7年（1918年）11月30日，廣州軍政府任命林葆懌為福建省督軍，陳炯明為省長。民國9年（1920年）6月29日，陳炯明與李厚基達成協議，並於8月12日率部返回廣東。民國11年（1922年）10月2日，皖系军阀徐樹錚攜80萬元投靠王永泉，並在延平通電成立「建國軍政制置府」，自任「總領建國軍政制置事宜」。10月8日任王永泉為福建總撫，兼轄民政。「制置府」受各方反對，10月31日王永泉改稱總司令，公推林森任省長。民國15年（1926年）12月2日，周蔭人北逃浙江，薩鎮冰宣布歸順國民政府，並於4日向北京政府辭職。

#### 軍政長官
福建省都督：
- 第1任  孫道仁（1911年11月9日－1913年12月31日；孫道仁以清統制被推為中华民国军政府闽都督府都督）
  - 兼領都督 劉冠雄（1912年12月5日－1913年12月31日；孫道仁12月5日去京，以中華民國海軍總長兼領福建都督，12月31日裁缺）

福建省護軍使
- 第1任  黃培松（1913年7月24日－1913年11月29日；11月29日裁缺）
- 第2任  李厚基（1914年7月18日－1916年3月21日；1914年7月復設）

福建省將軍
- 第1任  李厚基（1916年3月21日－1916年7月6日；由省護軍使改）

福建省督軍
- 第1任  李厚基（1916年7月6日－1923年1月12日；由省將軍改，1月12日裁缺）
  - 督軍 林葆懌（1918年11月30日－1918年12月12日；以廣州軍政府總裁兼海軍部部長兼任為省督軍，12月12日由陳炯明兼辦福建軍務）
  - 福建總撫 王永泉（1922年10月8日－1922年10月31日；由皖系军阀徐樹錚领导的建國軍政制置府任命，兼軍民兩政）
  - 福建總司令 王永泉（1922年10月31日－1923年1月12日；因王永泉对「建國軍政制置府」体制不满，徐樹錚改任命其为福建總司令，1月12日裁缺）

福建省督理
- 第1任  孫傳芳（1923年3月20日－1924年5月13日）
- 第2任  周蔭人（1924年5月13日－1925年1月16日）

福建省督辦
- 第1任  周蔭人（1925年1月16日－1926年12月2日；由省督理改，周12月2日逃浙江）

#### 民政長官
福建省民政長：
- 第1任  張元奇（1912年11月16日－1913年11月20日）
  - 暫護民政長 江畬經（1913年5月9日－1913年8月21日；張批准請假，以省內務司長兼任為暫護民政長）
  - 暫護民政長 劉次源（1913年7月15日－1913年11月20日）
- 第2任  汪聲玲（1913年11月20日－1914年5月3日）
- 第3任  許世英（1914年5月3日－1914年5月23日）

福建省巡按使：
- 第1任  許世英（1914年5月23日－1916年5月6日；由省民政長改）
  - 兼署巡按使 李厚基（1916年4月17日－1916年5月6日；許4月17日上京，以省督軍兼署巡按使）

福建省省長：
- 第1任  胡瑞霖（1916年7月6日－1917年7月18日；由省巡按使改，署任）
- 第2任  李厚基（1917年7月18日－1922年10月15日；以省督軍兼任為省長，兼署）
  - 省長 陳炯明（1918年11月30日－1920年8月12日；建立闽南护法区，以廣州軍政府援閩粵軍總司令兼任為省長，8月12日回廣東）
- 第3任  薩鎮冰（1922年10月15日－1926年12月4日；1923年2月8日公推任，1926年12月4日離職）
  - 省長 林森（1922年10月31日－1923年3月3日；3月3日通電卸任）

### 國民政府暨行憲後
民國15年（1926年）11月，國民革命軍揮兵入福建，並先後設立6個政治監察署，負責各縣市的行政工作；12月3日，國民革命軍進入省會福州；12月25日，設立省政務委員會及省財政委員會，負責行政與財務工作。民國16年（1927年）1月3日設立省臨時政治會議，下轄省政務及財政兩委員會；4月27日，國民政府委任福建省政府官員，省政府於7月3日由省政治委員會改設，置主席一人。2019年1月1日起不再派任省主席。
| 歷任行政首長列表          | 歷任行政首長列表 | 歷任行政首長列表 | 歷任行政首長列表              | 歷任行政首長列表                                                          |
| 職銜                      | 任別             | 姓名             | 任期                          | 備註                                                                      |
| ------------------------- | ---------------- | ---------------- | ----------------------------- | ------------------------------------------------------------------------- |
| 福建省政務委員會 主任委員 | 第1任            | 戴任             | 1926年12月25日－1927年4月3日  | 戴長期不到職，由張代理，4月3日清黨，戴逃離福建                            |
| 福建省政務委員會 主任委員 | 代理             | 張貞             | 1926年12月25日－1927年5月1日  | 以福州留守司令兼省政務委員任為代理主任委員                                |
| 福建臨時政治會議 主席     | 第1任            | 蔣中正           | 1927年1月3日－1927年5月1日    | 蔣兼任，但未到職，由何應欽及方聲濤代理                                    |
| 福建臨時政治會議 主席     | 代理             | 何應欽           | 1927年1月3日－1927年1月28日   | 以國民革命軍東路軍總指揮兼會議委員兼任為代理會議主席                      |
| 福建臨時政治會議 主席     | 代理             | 方聲濤           | 1927年1月28日－1927年5月1日   | 何率部北上浙江，以會議委員兼任為代理會議主席                              |
| 福建省政府 主席           | 第1任            | 楊樹莊           | 1927年5月1日－1932年12月7日   | 以國民政府海軍部部長兼任為省主席                                          |
| 福建省政府 主席           | 代理             | 陳乃元           | 1929年2月5日－1930年1月6日    | 楊長期因病不到職，以省民政廳長兼任為代理省主席                            |
| 福建省政府 主席           | 代理             | 方聲濤           | 1930年1月6日－1932年12月7日   | 楊長期因病不到職，以省保安處長兼任為代理省主席                            |
| 福建省政府 主席           | 第2任            | 蔣光鼐           | 1932年12月7日－1933年12月20日 |                                                                           |
| 福建省政府 主席           | 第3任            | 陳儀             | 1934年1月12日－1941年8月28日  |                                                                           |
| 福建省政府 主席           | 第4任            | 劉建緒           | 1941年8月28日－1948年9月16日  |                                                                           |
| 福建省政府 主席           | 第5任            | 李良榮           | 1948年9月16日－1949年1月20日  |                                                                           |
| 福建省政府 主席           | 第6任            | 朱紹良           | 1949年1月20日－1949年10月4日  |                                                                           |
| 福建省政府 主席（精省後） | 代理             | 方治             | 1949年8月18日－1949年9月30日  | 朱8月16日離開福州，17日到達澎湖，方18日以國大代表於金門兼任為省府代理主席 |
| 福建省政府 主席（精省後） | 代理             | 黃金濤           | 1949年9月30日－1949年11月23日 | 以省建設廳長兼任為省府代理主席                                            |
| 福建省政府 主席（精省後） | 第7任            | 胡璉             | 1949年12月4日－1955年2月1日   | 陸軍金門防衛司令部司令官兼福建省政府主席                                  |
| 福建省政府 主席（精省後） | 第8任            | 戴仲玉           | 1955年2月1日－1986年5月21日   | 任內逝世，任期最長的福建省政府主席                                        |
| 福建省政府 主席（精省後） | 第9任            | 吳金贊           | 1986年6月20日－1998年2月10日  | 第一屆第四次增額立法委員兼福建省政府主席                                  |
| 福建省政府 主席（精省後） | 第10任           | 顏忠誠           | 1998年2月10日－2007年5月21日  |                                                                           |
| 福建省政府 主席（精省後） | 代理             | 楊誠璽           | 2007年5月21日－2007年11月28日 | 福建省政府第一組組長代理福建省政府主席                                    |
| 福建省政府 主席（精省後） | 第11任           | 陳景峻           | 2007年11月28日－2008年5月20日 | 行政院秘書長兼福建省政府主席，首位民主進步黨籍                            |
| 福建省政府 主席（精省後） | 第12任           | 薛香川           | 2008年5月20日－2009年9月10日  | 行政院秘書長兼福建省政府主席                                              |
| 福建省政府 主席（精省後） | 第13任           | 薛承泰           | 2009年9月10日－2013年2月18日  | 行政院政務委員兼福建省政府主席                                            |
| 福建省政府 主席（精省後） | 第14任           | 陳士魁           | 2013年2月18日－2013年8月1日   | 行政院政務委員兼福建省政府主席                                            |
| 福建省政府 主席（精省後） | 第15任           | 羅瑩雪           | 2013年8月1日－2013年9月29日   | 行政院政務委員兼蒙藏委員會委員長兼福建省政府主席                          |
| 福建省政府 主席（精省後） | 第16任           | 薛琦             | 2013年9月30日－2014年3月25日  | 行政院政務委員兼福建省政府主席                                            |
| 福建省政府 主席（精省後） | 第17任           | 鄧振中           | 2014年3月25日－2014年12月8日  | 行政院政務委員兼福建省政府主席                                            |
| 福建省政府 主席（精省後） | 第18任           | 杜紫軍           | 2014年12月8日－2016年2月1日   | 行政院政務委員兼福建省政府主席                                            |
| 福建省政府 主席（精省後） | 第19任           | 林祖嘉           | 2016年2月1日－2016年5月20日   | 行政院政務委員兼福建省政府主席兼國家發展委員會主任委員                    |
| 福建省政府 主席（精省後） | 第20任           | 張景森           | 2016年5月20日－2018年12月31日 | 行政院政務委員兼福建省政府主席兼金馬聯合服務中心主任委員                  |

## 外部連結
- 福建省政府